# Nikita Bedrin
Nikita Bedrin (Russisch: Никита Бедрин) (Belgorod, 6 januari 2006) is een Russisch autocoureur.

## Carrière

### Karting
Bedrin begon zijn autosportcarrière in het karting in zijn thuisland Rusland. Hier won hij tweemaal het nationale kartkampioenschap. Vervolgens verhuisde hij naar Italië om deel te nemen aan Europese races, die competitiever zijn. Hij behaalde succes met de winst in het Italiaans OKJ-kampioenschap in 2019 en in de OK-klasse van de WSK Super Master Series in 2020. Dat jaar werd hij ook vierde in dezelfde klasse van het Europees kampioenschap.

### Formule 4
In 2021 stapte Bedrin over naar het formuleracing en debuteerde hij in het Formule 4-kampioenschap van de Verenigde Arabische Emiraten, waarin hij uitkwam voor Xcel Motorsport. In het tweede raceweekend op het Yas Marina Circuit behaalde hij zijn eerste podiumfinish. In het daaropvolgende weekend raakte hij echter geblesseerd aan zijn hand, waardoor hij het seizoen niet af kon maken. Met 71 punten werd hij elfde in het klassement. Vervolgens kwam hij uit in zowel het Italiaans als het ADAC Formule 4-kampioenschap bij Van Amersfoort Racing. In Italië behaalde hij vier podiumplaatsen: drie op het Autodromo Internazionale Enzo e Dino Ferrari en een op het Circuit Mugello; in de eerste van deze twee kreeg hij zijn eerste overwinning in de schoot geworpen nadat teamgenoot Oliver Bearman werd gediskwalificeerd. Met 103 punten werd hij achtste in de eindstand. In Duitsland won hij twee races op de Hockenheimring Baden-Württemberg en de Nürburgring en stond hij in drie andere races op het podium. Met 147 punten werd hij vijfde in het kampioenschap.
In 2022 begon Bedrin het seizoen opnieuw in de VAE en kwam hij uit voor het nieuwe team PHM Racing. Hij won twee races op de Dubai Autodrome en Yas Marina en werd zodoende met 198 punten vierde in de eindstand achter Charlie Wurz, Rafael Câmara en Aiden Neate. Vervolgens reed hij weer een dubbel programma in Italië en Duitsland, eveneens voor PHM. Vanwege de Russische invasie van Oekraïne mocht hij niet meer onder een Russische vlag deelnemen. In plaats hiervan reed hij met een Italiaanse licentie. In Italië begon hij het seizoen sterk met podiumplaatsen op Imola en het Circuit de Spa-Francorchamps, maar hierna kwam hij nauwelijks meer in de top 10 terecht. Met 77 punten werd hij twaalfde in het klassement. In Duitsland behaalde hij een zege op de Lausitzring en stond hij in vijf andere races op het podium. Met 175 punten werd hij achter Andrea Kimi Antonelli, Taylor Barnard en Câmara vierde in het kampioenschap.
In 2024 keerde Bedrin terug in het Formule 4-kampioenschap van de Verenigde Arabische Emiraten, waarin hij voor PHM uitkwam. Hij reed enkel in de eerste drie raceweekenden, waarin hij drie overwinningen behaalde: een op Yas Marina en twee op Dubai. Met 124 punten werd hij vijfde in het eindklassement.

### Formula Regional
In 2023 begon Bedrin het seizoen in het Formula Regional Middle East Championship (FRMEC) bij PHM Racing. Hij won twee races op het Dubai Autodrome en het Yas Marina Circuit en eindigde zo met 78 punten als zevende in het klassement. Aan het eind van het jaar reed hij als gastcoureur in twee weekenden van het Formula Regional European Championship (FREC); op het Circuit Zandvoort kwam hij uit voor Monolite Racing, voordat hij op de Hockenheimring Baden-Württemberg voor Van Amersfoort Racing reed.
In 2024 reed Bedrin in zeven van de tien raceweekenden van het FREC bij MP Motorsport. Twee zesde plaatsen op de Hockenheimring en het Autodromo Nazionale Monza waren zijn beste race-uitslagen. Met 33 punten werd hij zestiende in het kampioenschap.
In 2025 begon Bedrin het jaar wederom in het FRMEC, waar hij de laatste twee raceweekenden voor Saintéloc Racing reed. Hij won een race op het Losail International Circuit en werd met 92 punten elfde in de eindstand. Vervolgens keerde hij terug in het FREC bij Saintéloc.

### Formule 3
In 2023 debuteerde Bedrin in het FIA Formule 3-kampioenschap bij het team Jenzer Motorsport. Hij behaalde twee podiumplaatsen op de Hungaroring en Spa en werd zo met 24 punten achttiende in het klassement.
In 2024 bleef Bedrin actief in de FIA Formule 3, maar stapte hij over naar PHM AIX Racing. Hij won de sprintrace op de Hungaroring en eindigde daarnaast nog vier keer in de top 10. Met 25 punten werd hij negentiende in de eindstand.
In 2025 rijdt Bedrin in het eerste weekend van de FIA Formule 3 op het Albert Park Street Circuit bij het hernoemde AIX Racing.